# 萨拉皮科斯
萨拉皮科斯，是西班牙卡斯蒂利亚-莱昂萨拉曼卡省的一个市镇。 总面积8平方公里，总人口69人（2001年），人口密度9人/平方公里。